# Constanza Martínez Prieto
Constanza Martínez Prieto (Madrid, 16 gener 1917 - Barcelona, 3 gener 1997) va ser una activista política republicana. Durant la Guerra Civil va treballar al Comitè Central del PSUC a Barcelona. Es va exiliar a França al final de la Guerra Civil, i va col·laborar amb la resistència contra l'ocupació dels nazis. Va ser deportada i va sobreviure als camps de Neue Bremm, Ravensbrück i Schönefeld, un subcamp depenent de Buchenwald, prop de Leipzig. Un cop alliberada, no va tornar a Espanya fins al 1972. Va presidir l'Amical de Mauthausen.
Nascuda a Madrid, al carrer de Argumosa, núm. 5 del barri de Lavapiés, el seu pare va morir quan ella tenia pocs mesos. La mare, per sobreviure la va deixar a cura de l'àvia fins que es va tornar a casar, però el padrastre no va acceptar-la de bon grat. Va quedar completament òrfena als tretze anys i una tia va pagar-li els estudis de taqui-mecanografia i francès, a canvi del treball domèstic.
A l'inici de la Guerra Civil, es va afiliar a la JSU i va treballar a la redacció d'un periòdic destinat als combatents. El desembre de 1936, amb la seva tia i altres refugiats, fugint dels bombardejos, van ser evacuats a Catalunya i traslladats a Sentmenat, a la torre de Can Baigual, on cuidà els fills d'una família local, fins que un antic company del partit li va proposar treballar a les oficines de la Comissió Politicomilitar del PSUC.
El febrer de 1939, quan el bàndol republicà ja donava la guerra per perduda, va travessar la frontera amb un comboi de dones i nens. Van ser traslladats a unes casernes del departament de Caen, a Normandia, on va prestar serveis donant classes als nens refugiats de diferents camps. Quan va esclatar la Segona Guerra Mundial, es va negar a ser repatriada a la Espanya feixista i es va traslladar a Nantes, ciutat ocupada pels alemanys. Va col·laborar amb la Resistència fins que va ser detinguda a finals de juny de 1942. En aquella batuda van caure diversos espanyols. A la comissaria va conèixer Joan Escuer Gomis, un oficial de l'exèrcit republicà, militant del PSUC, que anys més tard seria el seu marit.
Reclosa durant més d'un any i mig a la caserna-presó de Les Tourelles, va anar a judici el desembre de 1943 i el juny de 1944 juntament amb centenars de dones, entre les quals hi havia Mercè Núñez Targa. Van ser deportades en un tren de mercaderies, sense menjar ni aigua, al camp nazi de Neue Bremm, i més tard ingressades a Ravensbrück, on també va coincidir amb Lise London.
Les dones malaltes, velles, o no aptes per al treball, eren enviades a les cambres de gas. Les altres eren alimentades amb menys de 600 calories diàries, el mínim calculat per resistir de sis a nou mesos de treball, amb temperatures de 20 graus sota zero a l'hivern, abans de morir d'extenuació. Després eren substituïdes per les nouvingudes.
Constanza Martínez fou enviada a treballar a una fàbrica de projectils d'obús que moltes dones intentaven sabotejar, malgrat que els costés la vida si eren descobertes. En una ocasió, es va culpar del treball defectuós les presoneres curtes de vista, i van ser eliminades totes les que portaven ulleres; ella també en necessitava, però es va deslliurar del tràgic destí perquè se li havien trencat uns dies abans.
El 14 d'abril de 1945, amb l'arribada de les tropes aliades, els soldats de les Schutzstaffel van desmantellar el camp i van evacuar les dones cap a Dresden, les que no podien caminar eren abatudes, i al final es van dispersar. Un grup de dones espanyoles, havia aconseguit cosir, amb parracs, unes banderes republicanes per ser reconegudes pels alliberadors. Després de mil penalitats, van ser acollides en una granja i més tard traslladades a Torgau, una ciutat de Saxònia, a la vora de l'Elba, on per primera vegada van rebre suficients aliments i van contemplar con s'abraçaven els soldats americans i els soviètics per celebrar la victòria. Van ser repatriades a França. Allà es van assabentar de la mort de molts companys i en van retrobar d'altres, com ara Joan Escuer, alliberat del Camp de concentració de Dachau, al qual Constanza Martínez no havia pogut oblidar. Es van casar i es van establir al poble de Sées, on treballaven en duríssimes condicions. Més tard es van traslladar a París, al barri de Saint Ouen, on el 1949 els va néixer el primer fill, Juan, i el 1951 la filla, Dèlia. Finalment van aconseguir un pis a Saint Denise, i allà van sojornar fins que el 1972 van decidir tornar a Catalunya, a Sentmenat, el poble on ella havia viscut durant la Guerra Civil i que li havia deixat bons records.
Malgrat les penúries viscudes i tenir la salut molt deteriorada, va ser sempre una dona animosa. En aquells moments hi havia poca informació dels catalans i espanyols deportats als camps d'extermini nazis, i amb el seu marit, van concedir entrevistes a la premsa i la televisió i van ser impulsors i divulgadors de l'Amical de Mauthausen. Fins a l'últim moment van donar testimoni dels horrors i els patiments viscuts pels deportats.
Constanza Martínez Prieto va morir el gener de 1997 i el seu marit el desembre de 2004.
L'Ajuntament de Madrid va homenatjar, com s'ha fet en diverses ciutats europees, catorze persones deportades de la zona centre de Madrid, entre elles Constanza Martínez Prieto, amb la col·locació d'unes llambordes Stolpersteine davant dels seus antics domicilis.